# Geoffroy de Charnay
Geoffroy de Charnay   (c. 1251 (Gregorià) - Isla deus Judius, 18 de març de 1314 (Gregorià)), també conegut com Geoffroi o Geoffrey de Charney o Charnay o Charny'', va ser preceptor de Normandia de l'Orde del Temple.

El beaucéant (estendard) era meitat blanc, meitat negre, a què el Papa Eugeni III va afegir una creu vermella amb la seva llegenda Non Nobis Domini, des del primer vers de el salm 115.

Charnay va ser acceptat en l'ordre templera a molt primerenca edat per Amaury de la Roche, preceptor de França. En la seva cerimònia d'ingrés va ser present el germà Jean li Franceys, preceptor de Pédenac. En 1307, Charnay va ser arrestat, juntament amb tota l'ordre dels cavallers templers a França i, en 1314, va ser cremat a la foguera.

## Història, motivació, inquisició i presó
L'ordre dels templers va ser originalment creada per protegir els pelegrins camí a Jerusalem. La missió dels templers va ser llavors ampliada a combatre en les croades.
La persecució dels templers va començar a França com a pla del rei Felip IV, amb la complicitat de papa Climent V. El 13 d'octubre de 1307, el rei va ordenar el dramàtic arrest de tots els templers de França. El papa Climent V, el 22 de novembre de 1307, sota la pressió del rei, també va emetre una butlla al respecte, anomenada Pastoralis praceminentiae, ordenant a tots els monarques de la Cristiandat arrestar tots els templers i confiscar les seves terres en nom de papa i l'Església catòlica. Encara que l'ordre s'estenia a Anglaterra, la península ibèrica, Alemanya, Itàlia i Xipre, el líber, el gran mestre templer Jacques de Molay, Godofredo de Charnay i molts altres templers estaven a França, i, per ordre del rei francès, van ser arrestats i severament torturats fins que van confessar un seguit d'horribles crims dels quals eren acusats.
En 1307, el papa va enviar dos cardenals a interrogar Jacques de Molay i Hugues de Pairaud, un templer a qui s'esmenta com "el visitant de França", moment en el qual es van retractar de les seves confessions i van dir als altres templers que fessin el mateix. Dos templers, Pierre de Bologna i Renaud de Provins també van intentar convèncer altres templers perquè es retractessin de les seves confessions, i a principis de maig de 1310, prop de sis-cents ho van fer. Després d'això, no van tornar a veure mai més a Pierre de Bologna i Renaud de Provins va ser sentenciat a presó perpètua.

## Càrrecs inicials
Godofredo de Charnay, juntament amb els altres templers a França van ser arrestats el 13 d'octubre de 1307. Se'ls va acusar de moltes coses, càrrecs similars a aquells altres dirigits contra altres enemics de Felip, com la heretgia, sodomia i blasfèmia.
Inicialment els càrrecs eren cinc. El primer va ser renegar de Crist i escupir sobre la creu durant la cerimònia d'iniciació a l'ordre. El segon va ser despullar a l'home que anava a ser iniciat i que el preceptor li fes un petó tres vegades al melic, la part posterior i la boca. El tercer era dir al neòfit (novici) que era legítima la sodomia. El quart era que el cordill lluït pel neòfit dia i nit fora "consagrat" embolicant-al voltant d'un ídol amb forma de cap humà amb una gran barba, i que aquest ídol fora adorat en tots els capítols. El cinquè era que els sacerdots de l'ordre no consagraven l'hòstia en celebrar la missa. Molts d'aquests càrrecs es van fer també contra Bonifacio abans de la seva captura, fugida i eventual mort poc després a 1308. Els agents de Felipe van perseguir aquests "crims" en nom del rei francès de la mateixa manera que va passar abans contra altres enemics del rei. El 12 d'agost de 1308, es van incrementar els càrrecs i serien més extravagants, un afirmava específicament que els templers veneraven ídols, específicament fets amb un gat i un cap, aquesta última amb tres cares. Les llistes dels articles 86 a 127 [3] afegirien molts altres càrrecs.

## Retractació i mort dels líders templers a França

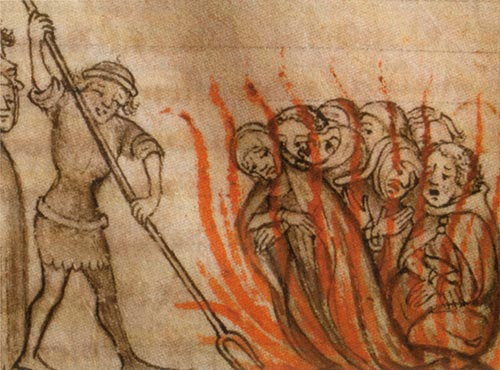
Templers cremats a la foguera

A la fin, els inquisidors del rei Felip van tenir èxit a l'hora que Jacques de Molay admetés els càrrecs. El 18 de març de 1314, de Molay i de Charnay es van retractar de les seves confessions, afirmant que eren innocents dels càrrecs i que només eren culpables de trair al seu ordre confessant sota pressió habrer fet alguna cosa que no van fer. Immediatament, se'ls va declarar culpables de ser relapsos heretges, per la qual cosa el càstig era la mort. Això va silenciar definitivament a altres templers. Felipe va seguir pressionant i amanazando a papa perquè dissolgués oficialment l'ordre, i les coses van arribar a un fi dramàtic en 1314 amb l'execució pública cremant a Jacques de Molay, ja Godofredo de Charnay.

## Defunció

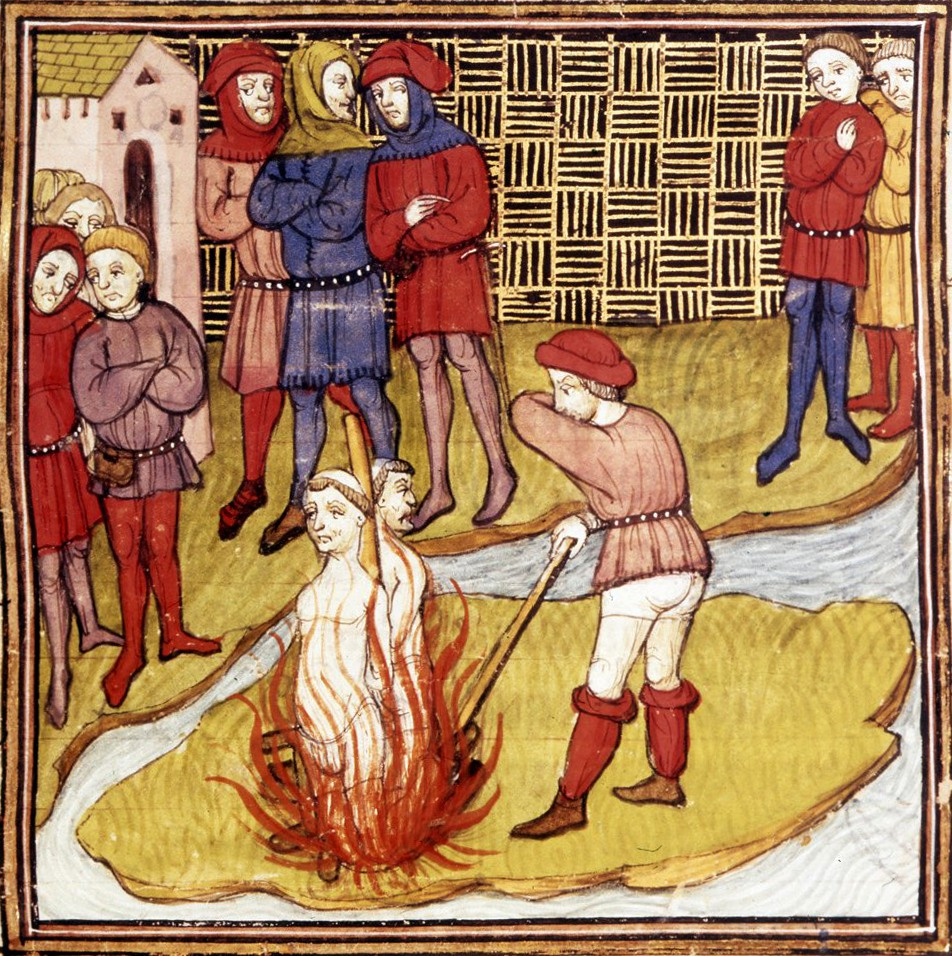
La crema dels templers a París. Original propietat de la British Library

Se sap més sobre els seus anys de presó i mort que sobre la seva vida. En aquesta presó i mort va demostrar un gran coratge. El dia exacte de la seva mort es desconeix, i els estudiosos encara discuteixen per això. Aquesta font narra la seva mort així: (Nota: El dia varia en una sola data, cosa que no és infreqüent per a les cròniques de l'Edat Mitjana): "Els cardenals van retardar complir el seu deure fins al 19 de març de 1314, quan, en un patíbul davant de Notre Dame, de Molay, Godofredo de Charnay, mestre de Normandia, Ilugues de Peraud, referit com un visitant de França, i Godefroi de Gonneville, mestre de Aquitània, van ser portats davant la presó en la qual havien estat al llarg de set anys, per rebre la sentència acordada pels cardenals, en conjunció amb el arquebisbe de Sens i alguns altres prelats als que havien volupat. Considerant les ofenses que havien confessat i confirmat, la pena imposada va estar d'acord amb la regla -la de presó perpètua. Se suposava que l'assumpte conclouria allà, per decepció dels prelats i sorpresa de la multitud reunida, de Molay i Godofredo de Charnay es van aixecar. Eren culpables, sí, van dir, però no dels crims que els imputaven, sinó de trair l'ordre per salvar les seves pròpies vides. Era pur i sant; els càrrecs eren ficticis i les confessions falses. Ràpidament, els cardenals els van lliurar a l'prebost de la ciutat de París, i es van retirar a deliberar d'aquesta inesperada contingència, però no havien de haver-se preocupat. 'Quan la notícia va arribar a Philippe es va enfurismar. El rei estava furiós i es va decidir que els dos eren heretges relapsos per ser cremats immediatament, sense més tràmit; els fets eren notoris i no calia esperar cap judici formal de la comissió papal. Aquest mateix dia, a el capvespre, es va erigir una pira en un illot al Sena, l'illa dels Jueus, a prop dels jardins de palau. Allà de Molay de Charnay van ser cremats lentament fins a la mort, rebutjant totes les ofertes de perdó per la retractació, i van suportar el seu turment amb una compostura que els va fer guanyar la reputació de màrtirs entre la gent, que amb reverència van recollir les seves cendres com a relíquies '.

## Llegat i maledicció
El fet que, en poc menys d'un mes, el papa Climent V va morir turmentat per una odiosa malaltia que es creu que era lupus, i que vuit mesos després el rei Felip IV de França, amb quaranta-sis anys d'edat, va morir en un accident mentre caçava, va donar lloc necessàriament a la llegenda que de Molay els havia emplaçat davant el tribunal de Déu. Tals històries es van convertir en llegenda entre la gent, el sentit de la justícia havia quedat escandalitzat per tot l'assumpte. Fins i tot en la llunyana Alemanya, la mort de Felip va ser considerada un càstig per la seva destrucció dels templers, i es va dir que Clemente va vessar llàgrimes de remordiment en el seu llit de mort per tres grans crims, l'enverinament d'Enrique VI, el sacre emperador romà germànic, i la ruïna dels templers i els begardos.
L'autor Malcolm Barber ha investigat aquesta llegenda i ha conclòs que es va originar a partir de la Chronique métrique attribuée à Geffroi de Paris (ed. A. Divèrres, Estrasburg, 1956, pàg. 5711-5742). Godofredo de París va ser "aparentment un testimoni ocular, que descriu a Molay sense cap signe de por i, significativament, dient als presents que Déu venjaria els seus morts".